# Günther Anders
Günther Anders (născut Günther Siegmund Stern; n. 12 iulie 1902, Breslau, Reich-ul German – d. 17 decembrie 1992, Viena, Austria) a fost un filosof, jurnalist, eseist și poet german.

## Viața
A crescut într-o familie de intelectuali iudeo-germani asimilați, părinții săi, Clara și William Stern, având contribuții importante la dezvoltarea psihologiei. Studiază filosofia și istoria culturii cu Panofsky și Cassirer, apoi filosofia cu Heidegger și Husserl, sub conducerea celui din urmă obținând doctoratul în 1923. Lucrează în Germania ca jurnalist. În 1933 emigrează la Paris împreună cu prima sa soție, Hannah Arendt, apoi în Statele Unite, înainte de a se stabili definitiv la Viena, în 1950. De o verticalitate morală rar întâlnită, refuză cariera academică și o lasă în plan secund pe cea de scriitor și critic literar, pentru a se implica, în calitate de activist și jurnalist, în combaterea celor mai mari amenințări la adresa umanității, bomba atomică și războiul. Critic lucid al societății occidentale și fin analist, câștigă o notorietate târzie, cărțile sale cele mai importante fiind astăzi mai cunoscute decât în timpul vieții sale.

## Obsolescența omului
Prima revoluție industrială de la mijlocul secolului al XIX-lea constă, în opinia lui Anders, în emergența principiului tehnic după care se ghidează activitatea omului: a produce, cu ajutorul mașinilor, alte mașini sau piese tehnice. A doua revoluție industrială se petrece atunci când omul devine un simplu mijloc sau instrument în producerea mașinilor de către mașini. Iar a treia revoluție industrială, care marchează tendința lumii de a se tehniciza și a tehnicii de a deveni lumea însăși, instaurează posibilitățile tehnice ca imperative de realizare: ceea ce este posibil tehnic, este automat legitim și trebuie obligatoriu pus în practică. Din acest punct de vedere, exemplele lui Anders se referă la bomba atomică, inseminarea artificială, clonajul, ingineriile umane de tot felul (biologice și genetice). Libertatea omului și poziția sa centrală în cadrul lumii devin astfel obsolete, locul lor fiind luat de tehnică și de procesul ei de autonomizare în raport cu creatorul uman. Prin urmare, facultatea de producere a omului depășește, prin realizările sale, imaginația, sensibilitatea și capacitatea acestuia de a înțelege ceea ce a produs. Anders numește reflecțiile sale asupra facultăților dezintegrate, necoordonate ale omului, filosofie a decalajului. (Nicoleta Szabo)

## Ediții în limba română
- Obsolescența omului. Volumul I. Despre suflet in epoca celei de-a doua revoluții industriale, trad. de Lorin Ghiman, prefață de Nicoleta Szabo, Editura Tact, Cluj-Napoca, 2013.
- Obsolescența omului. Volumul II. Despre distrugerea vieții în epoca celei de-a treia revoluții industriale, trad., postfață și note de Lorin Ghiman, Editura Tact, Cluj-Napoca, 2016.
- Stenograme filosofice, trad. de Roxana Melnicu, Editura Tact, Cluj-Napoca, 2013.